# Шульгина (озеро)
Шульгина — солёное озеро в России, расположено на территории Благовещенского сельсовета Купинского района Новосибирской области. Площадь поверхности — 1,29 км². Высота над уровнем моря — 92,6 м.
Находится в 7,5 км от ныне упразднённого села (деревни) Никитинский (Никитинка). Имеет неровную береговую линию. Ближе к автодороге сильно сужается. Окружено безлесой, несильно заболоченной местностью. Бессточный водоём, острова на озере отсутствуют. В нескольких километрах от озера проходит государственная граница с Казахстаном, ближе к ней находится более крупное озеро Красновишневое. Ближайший населённый пункт — деревня Благовещенка. Близ озера проходит местная автодорога. Водный объект относится к междуречью Багана и Иртыша, бассейну бессточной области междуречья Иртыша и Оби.
По данным государственного водного реестра России и геоинформационной системы водохозяйственного районирования территории РФ, подготовленной Федеральным агентством водных ресурсов относится к Верхнеобскому бассейновому округу, водохозяйственный участок — бассейн озера Большое Топольное и реки Бурла. Код объекта в государственном водном реестре — 13020000411115200009268.